# Lamech (padre di Noè)

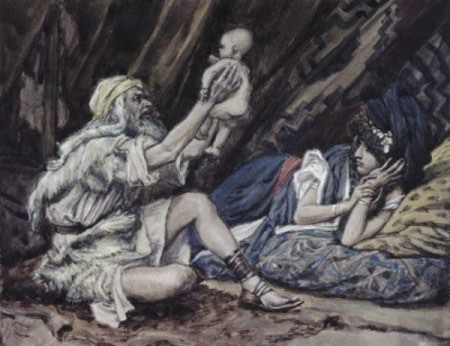
Nascita di Noè (J. Tissot, 1899 ca.)

Lamech è un personaggio dell'Antico Testamento.
Viene citato in Genesi 5,28: si tratta di un patriarca antidiluviano, figlio di Matusalemme e padre di Noè. Egli rappresenta l'ottavo anello generazionale dopo Adamo lungo la linea di Set nella "Grande Genealogia dei Setiti" di Gen 5. Di lui non si dice nulla, fuorché il fatto che morì a 777 anni, e quindi, avendo vissuto 595 anni dopo la nascita di Noè, morì 5 anni prima del diluvio universale.